# Navarretia leptalea
Navarretia leptalea är en blågullsväxtart. Navarretia leptalea ingår i släktet navarretior, och familjen blågullsväxter.

## Underarter
Arten delas in i följande underarter:
- N. l. bicolor
- N. l. leptalea